# Кальдоньо
Кальдоньо (італ. Caldogno, вен. Caldogno) — муніципалітет в Італії, у регіоні Венето, провінція Віченца.
Кальдоньо розташоване на відстані близько 430 км на північ від Рима, 70 км на захід від Венеції, 9 км на північний захід від Віченци.
Населення — 11 327 осіб (2014).
Щорічний фестиваль відбувається 8 вересня. Покровитель — святий Іван Хреститель.

## Демографія
Населення за роками:

Станом на 1 січня 2023 року в муніципалітеті офіційно проживали 702 іноземці з 56 країн, серед них 174 громадяни країн Євросоюзу та 23 громадяни України.

## Сусідні муніципалітети
- Костабіссара
- Дуевілле
- Ізола-Вічентіна
- Віченца
- Віллаверла